# Sonate pour piano en la majeur (Andrée)

La Sonate en la majeur est une sonate pour piano de la compositrice suédoise Elfrida Andrée, composée en 1870.

## Contexte et création
Elfrida Andrée compose sa Sonate pour piano en la majeur en 1870.